# Chorthippus ingenitzkyi
Chorthippus ingenitzkyi är en insektsart som först beskrevs av Zubovski 1898.  Chorthippus ingenitzkyi ingår i släktet Chorthippus och familjen gräshoppor. Inga underarter finns listade i Catalogue of Life.